# Parmena mutilloides
Parmena mutilloides là một loài bọ cánh cứng trong họ Cerambycidae.